# 業法
業法（ぎょうほう）とは、特定の業種の営業の自由を公共の福祉のために制限する内容の法律を指す。法令用語ではなく、講学上の用語ないしは俗語である。

## 説明
日本国憲法第22条第1項は、「公共の福祉に反しない限り」という留保を附して、職業選択の自由を保障する。職業選択の自由には、自己の選択した職業を遂行する自由、すなわち、営業の自由が含まれる。
したがって、どのような営業を行うかについて、公権力の干渉を受けないのが原則であるが、公共の福祉のためには、営業の自由は一定の制約を受ける。他人の権利・利益を侵害するような営業は、当然、許されない。
公共の福祉に反する営業により他人の権利・利益を侵害した場合、業者は、刑事上・民事上の責任追及を受ける（刑罰、損害賠償など）。理性ある業者は、刑罰や損害賠償を避けるように行動するものであるから、刑事上・民事上の責任追及には、公共の福祉に反する営業をある程度、抑止する効果がある。
しかしながら、刑事上・民事上の制度のみでは、公共の福祉は十分に実現できない。ある種の営業は、公衆に与え得る危害が重大であるため、事後的な責任追及の制度のみでは、公衆の被害を未然に防ぐのに不十分である。また、ある種の営業は、国民の生活に不可欠であるが、業者にユニバーサルサービスを刑事上・民事上の制度によって義務付けることは難しい。
そこで、行政権が、公共の福祉の増進のために、特定業種の営業に干渉する活動を行うことが正当化される場合がある。経済学でも、市場の失敗を是正することは政府の役割の一つであると説かれる。
ところで、行政権が私人の自由を侵害する場合には必ず、根拠となる法律が必要である（法律の留保）。営業の自由にも、法律の留保の原則が及ぶ。
そこで、行政権が公共の福祉の目的で営業の自由に介入する根拠となる法律が必要になる。ところで、営業の持つ社会的意義、影響などは多種多様であり、規制が必要な理由も様々であるため、どのような規制が是認されるかは、一律に論ずることができない（薬局距離制限事件最高裁判決）。したがって、根拠法は、銀行法、建設業法、電気事業法など、業種別に制定される。この種の法律を業法と総称する。

## 現行の業法
所管府省別。複数の府省が共管する法律は重複掲載。府省は建制順、法律は題名の五十音順。
医師の業務や弁護士の業務は営利目的のものではないと解されるので、医師法や弁護士法は業法のうちに数えていない。医師以外の医療関係専門職に関する法律や弁護士以外の士業に関する法律についても同様。
- 内閣府所管
  - インターネット異性紹介事業を利用して児童を誘引する行為の規制等に関する法律
  - 確定拠出年金法（厚生労働省・内閣府の共管）
  - 貸金業法
  - 協同組合による金融事業に関する法律
  - 銀行法
  - 金融機関の信託業務の兼営等に関する法律
  - 金融商品取引法
  - 警備業法
  - 古物営業法
  - 質屋営業法
  - 自動車運転代行業の業務の適正化に関する法律（内閣府・国土交通省の共管）
  - 社債、株式等の振替に関する法律（内閣府・法務省・財務省の共管）
  - 商品投資に係る事業の規制に関する法律（内閣府・農林水産省・経済産業省の共管）
  - 信託業法
  - 探偵業の業務の適正化に関する法律
  - 長期信用銀行法
  - 電子記録債権法（法務省・内閣府の共管）
  - 風俗営業等の規制及び業務の適正化等に関する法律
  - 不動産特定共同事業法（内閣府・国土交通省の共管）
  - 保険業法
  - 民間資金等の活用による公共施設等の整備等の促進に関する法律
  - 無尽業法
- 総務省所管
  - 電気通信事業法
  - 電波法
  - 放送法
  - 民間事業者による信書の送達に関する法律
  - 郵便法
- 法務省所管
  - 債権管理回収業に関する特別措置法
  - 社債、株式等の振替に関する法律（内閣府・法務省・財務省の共管）
  - 電子記録債権法（法務省・内閣府の共管）
- 外務省所管
  - なし
- 財務省所管
  - 印紙税法
  - 小売商業調整特別措置法（財務省・厚生労働省・農林水産省・経済産業省の共管）
  - 塩事業法
  - 社債、株式等の振替に関する法律（内閣府・法務省・財務省の共管）
  - 酒税の保全及び酒類業組合等に関する法律
  - 酒税法
  - すき入紙製造取締法
  - たばこ事業法
  - 通関業法
- 文部科学省所管
  - 著作権等管理事業法
- 厚生労働省所管
  - 安全な血液製剤の安定供給の確保等に関する法律
  - 医薬品、医療機器等の品質、有効性及び安全性の確保等に関する法律
  - 化学物質の審査及び製造等の規制に関する法律（厚生労働省・経済産業省・環境省の共管）
  - 介護保険法
  - 覚醒剤取締法
  - 化製場等に関する法律
  - 確定拠出年金法（厚生労働省・内閣府の共管）
  - クリーニング業法
  - 建設労働者の雇用の改善等に関する法律
  - 興行場法
  - 公衆浴場法
  - 小売商業調整特別措置法（財務省・厚生労働省・農林水産省・経済産業省の共管）
  - 港湾労働法
  - 住宅宿泊事業法（厚生労働省・国土交通省の共管）
  - 職業安定法
  - 食鳥処理の事業の規制及び食鳥検査に関する法律
  - 食品衛生法
  - 水道法
  - 大麻取締法
  - 毒物及び劇物取締法
  - と畜場法
  - 美容師法
  - 墓地、埋葬等に関する法律
  - 麻薬及び向精神薬取締法
  - 有害物質を含有する家庭用品の規制に関する法律
  - 理容師法
  - 旅館業法
  - 労働者派遣事業の適正な運営の確保及び派遣労働者の保護等に関する法律
- 農林水産省所管
  - 愛がん動物用飼料の安全性の確保に関する法律
  - 卸売市場法
  - 外国人漁業の規制に関する法律
  - 家畜改良増殖法
  - 家畜商法
  - 家畜取引法
  - 家畜排せつ物の管理の適正化及び利用の促進に関する法律
  - 漁業法
  - 小売商業調整特別措置法（財務省・厚生労働省・農林水産省・経済産業省の共管）
  - 主要食糧の需給及び価格の安定に関する法律
  - 商品先物取引法（農林水産省・経済産業省の共管）
  - 商品投資に係る事業の規制に関する法律（内閣府・農林水産省・経済産業省の共管）
  - 飼料の安全性の確保及び品質の改善に関する法律
  - 農薬取締法
  - 肥料の品質の確保等に関する法律
  - 遊漁船業の適正化に関する法律
  - 輸出水産業の振興に関する法律
  - 養鶏振興法
  - 養蜂振興法
  - 林業種苗法
- 経済産業省所管
  - アルコール事業法
  - 液化石油ガスの保安の確保及び取引の適正化に関する法律（液化石油ガス販売事業）
  - 化学物質の審査及び製造等の規制に関する法律（厚生労働省・経済産業省・環境省の共管）
  - ガス事業法
  - 火薬類取締法
  - 揮発油等の品質の確保等に関する法律
  - 計量法
  - 高圧ガス保安法
  - 鉱業法
  - 工業用水道事業法
  - 航空機製造事業法
  - 小売商業調整特別措置法（財務省・厚生労働省・農林水産省・経済産業省の共管）
  - ゴルフ場等に係る会員契約の適正化に関する法律
  - 採石法
  - 砂利採取法（経済産業省・国土交通省の共管）
  - 使用済小型電子機器等の再資源化の促進に関する法律（経済産業省・環境省の共管）
  - 使用済自動車の再資源化等に関する法律（経済産業省・環境省の共管）
  - 消費生活用製品安全法
  - 商品先物取引法（農林水産省・経済産業省の共管）
  - 商品投資に係る事業の規制に関する法律（内閣府・農林水産省・経済産業省の共管）
  - 深海底鉱業暫定措置法
  - 水洗炭業に関する法律
  - 石油需給適正化法
  - 石油の備蓄の確保等に関する法律
  - 石油パイプライン事業法（経済産業省・国土交通省の共管）
  - 大規模小売店舗立地法
  - 電気工事業の業務の適正化に関する法律
  - 電気事業法
  - 電気用品安全法
  - 特定ガス消費機器の設置工事の監督に関する法律
  - 特定特殊自動車排出ガスの規制等に関する法律（環境省・経済産業省・国土交通省の共管）
  - 熱供給事業法
  - 武器等製造法
  - フロン類の使用の合理化及び管理の適正化に関する法律（経済産業省・国土交通省・環境省の共管）
  - 輸出入取引法
- 国土交通省所管
  - 屋外広告物法
  - 海上運送法
  - 貨物自動車運送事業法
  - 貨物利用運送事業法
  - 気象業務法
  - 軌道法
  - 空港法
  - 核原料物質、核燃料物質及び原子炉の規制に関する法律（原子力規制委員会・国土交通省の共管）
  - 建設業法
  - 公共工事の前払金保証事業に関する法律
  - 航空法
  - 港湾運送事業法
  - 小型船造船業法
  - 国際観光ホテル整備法
  - 自動車運転代行業の業務の適正化に関する法律（内閣府・国土交通省の共管）
  - 砂利採取法（経済産業省・国土交通省の共管）
  - 住宅宿泊事業法（厚生労働省・国土交通省の共管）
  - 石油パイプライン事業法（経済産業省・国土交通省の共管）
  - 船員職業安定法
  - 倉庫業法
  - 造船法
  - 測量法
  - タクシー業務適正化特別措置法
  - 宅地建物取引業法
  - 賃貸住宅の管理業務等の適正化に関する法律
  - 積立式宅地建物販売業法
  - 鉄道事業法
  - 道路運送車両法
  - 道路運送法
  - 特定地域及び準特定地域における一般乗用旅客自動車運送事業の適正化及び活性化に関する特別措置法
  - 特定特殊自動車排出ガスの規制等に関する法律（環境省・経済産業省・国土交通省の共管）
  - 内航海運業法
  - 不動産特定共同事業法（内閣府・国土交通省の共管）
  - 不動産の鑑定評価に関する法律
  - フロン類の使用の合理化及び管理の適正化に関する法律（経済産業省・国土交通省・環境省の共管）
  - マンションの管理の適正化の推進に関する法律
  - 旅行業法
- 環境省所管
  - 化学物質の審査及び製造等の規制に関する法律（厚生労働省・経済産業省・環境省の共管）
  - 核原料物質、核燃料物質及び原子炉の規制に関する法律（原子力規制委員会・国土交通省の共管）
  - 浄化槽法（環境省・国土交通省の共管）
  - 使用済小型電子機器等の再資源化の促進に関する法律（経済産業省・環境省の共管）
  - 使用済自動車の再資源化等に関する法律（経済産業省・環境省の共管）
  - 動物の愛護及び管理に関する法律
  - 土壌汚染対策法
  - 特定特殊自動車排出ガスの規制等に関する法律（環境省・経済産業省・国土交通省の共管）
  - 廃棄物の処理及び清掃に関する法律
  - フロン類の使用の合理化及び管理の適正化に関する法律（経済産業省・国土交通省・環境省の共管）
- 防衛省所管
  - なし

## 廃止された業法
- 1962年（昭和37年）4月1日廃止
  - しようのう専売法
- 1974年（昭和49年）3月1日廃止（大規模小売店舗における小売業の事業活動の調整に関する法律の施行による）
  - 百貨店法
- 1982年（昭和57年）4月1日廃止
  - 貯蓄銀行法
- 1985年（昭和60年）4月1日廃止（電気通信事業法・たばこ事業法の施行による）
  - 公衆電気通信法
  - たばこ専売法
- 1987年（昭和62年）4月1日廃止（鉄道事業法の施行による）
  - 地方鉄道法
- 1990年（平成2年）12月1日廃止（貨物運送取扱事業法（現・貨物利用運送事業法）の施行による）
  - 通運事業法
- 1993年（平成5年）4月1日廃止
  - 相互銀行法
- 1994年（平成6年）11月11日廃止
  - 木材防腐特別措置法
- 1995年（平成7年）11月1日廃止（主要食糧の需給及び価格の安定に関する法律の施行による）
  - 食糧管理法
- 1996年（平成8年）4月1日廃止
  - 特定石油製品輸入暫定措置法
- 1997年（平成9年）4月1日廃止（塩事業法の施行による）
  - 塩専売法
- 1998年（平成10年）4月1日廃止
  - 製糸業法
  - 蚕糸業法
- 1998年（平成10年）12月1日廃止
  - 外国為替銀行法
- 1999年（平成11年）1月1日廃止
  - 真珠養殖事業法
- 2000年（平成12年）6月1日廃止（大規模小売店舗立地法の施行による）
  - 大規模小売店舗における小売業の事業活動の調整に関する法律
- 2001年（平成13年）4月1日廃止（アルコール事業法の施行による）
  - アルコール専売法
- 2001年（平成13年）10月1日廃止（著作権等管理事業法の施行による）
  - 著作権ニ関スル仲介業務ニ関スル法律
- 2002年（平成14年）1月1日廃止（石油備蓄法（現・石油の備蓄の確保等に関する法律）改正法の施行による）
  - 石油業法
- 2004年（平成16年）12月30日廃止（信託業法に統合）
  - 特定債権等に係る事業の規制に関する法律
- 2007年（平成19年）9月30日廃止（金融商品取引法に統合）
  - 外国証券業者に関する法律
  - 有価証券に係る投資顧問業の規制等に関する法律
  - 抵当証券業の規制等に関する法律
  - 金融先物取引法
- 2011年（平成23年）1月1日廃止（商品先物取引法に統合）
  - 海外商品市場における先物取引の受託等に関する法律
- 2011年（平成23年）6月30日廃止（放送法に統合）
  - 電気通信役務利用放送法
  - 有線テレビジョン放送法
  - 有線ラジオ放送業務の運用の規正に関する法律
- 2016年（平成28年）4月1日廃止
  - 農業倉庫業法
- 2018年（平成30年）4月1日廃止
  - 主要農作物種子法